# 鲸头鹳
鯨頭鸛（學名：Balaeniceps rex）是鯨頭鸛科下唯一的大型日行性鳥類。:467牠們主要分佈於非洲中部或東部的熱帶沼澤或溼地，充滿莎草、蘆葦、芒草的廣闊水域上。為魚食性，主要以石花肺魚為主，並與牠們的分佈位置高度重疊。牠們於1850年由約翰·古爾德首次描述，並與鵜鶘、鸛鳥、鷺鷥有著相當親密的親緣關係。:466
牠們的特色是與其他鳥類相比不成比例的巨大黃色鳥喙，在前端具有鉤狀結構用以捕捉和撕裂獵物。:466牠們利用這張嘴行相當特殊的捕食行為：靜待獵物上門，待獵物不慎靠近時伸出脖子，利用鳥喙的重量向前咬下以抓住獵物。牠們全身以灰色系為主，並且帶有頭冠。:466而其寬大的翅膀有助於承著熱氣流向上盤旋滑翔以宣示領域及尋找合適覓食地點。
鯨頭鸛為相當孤立的鳥類，除了繁殖期間可能會成對出現外幾乎不會有任何合作覓食或溝通行為，但若在巢邊遇見對方或在問候彼此時則會以擊喙行為示意。繁殖時，牠們以草堆築成的巢築於深水或漂浮的植物上，每次產下1—3顆蛋，並在30天後孵化。:467但通常僅有一隻幼鳥會順利離巢，且繁殖成功率並不高。:468
鯨頭鸛自然天敵較少，但其處理食物較久的行為常常導致吼海鵰等對其盜食寄生搶走食物且也無力反擊。其主要的威脅是其棲息地變化、被干擾或者被捕獵販售。因為其長相在動物園相當受到歡迎，加上難以人工繁殖等原因，牠們被大量捕捉並販售至其他國家的動物園內展覽。以及理想的生活地位本就相當難尋等原因，導致其數量不斷下降，因此被列為易危物種。

## 物種發現與分類
鯨頭鸛的紀錄最早可能出現在古埃及人的壁畫上，該描繪位於薩卡拉的第五王朝馬斯塔巴內，但並不能完全肯定該圖案就是鯨頭鸛。現在的埃及並未有分佈鯨頭鸛，因為牠們僅存在於熱帶的蘆葦沼澤溼地中。
到了1850年，一名英國旅行家曼斯菲爾德·帕金斯在白尼羅河上游的探險中發現了鯨頭鸛，採集了部分標本後轉交給約翰·古爾德，他隨後在當年倫敦的文學期刊《雅典娜》中相當簡易地描述了這一發現，並命名為Balaeniceps rex。隔年古爾德正式的描述了該物種，認為牠們跟鵜鶘科有相似的形態特徵。
其屬名Balaeniceps為拉丁語的合成詞，由balaena（「鯨魚」之意）以及-ceps（「有著…的頭部」之意，源自有「頭部」意義的caput）組成。:66種名rex在拉丁語中意為「帝王」。:333全部意即「鯨頭之王」。

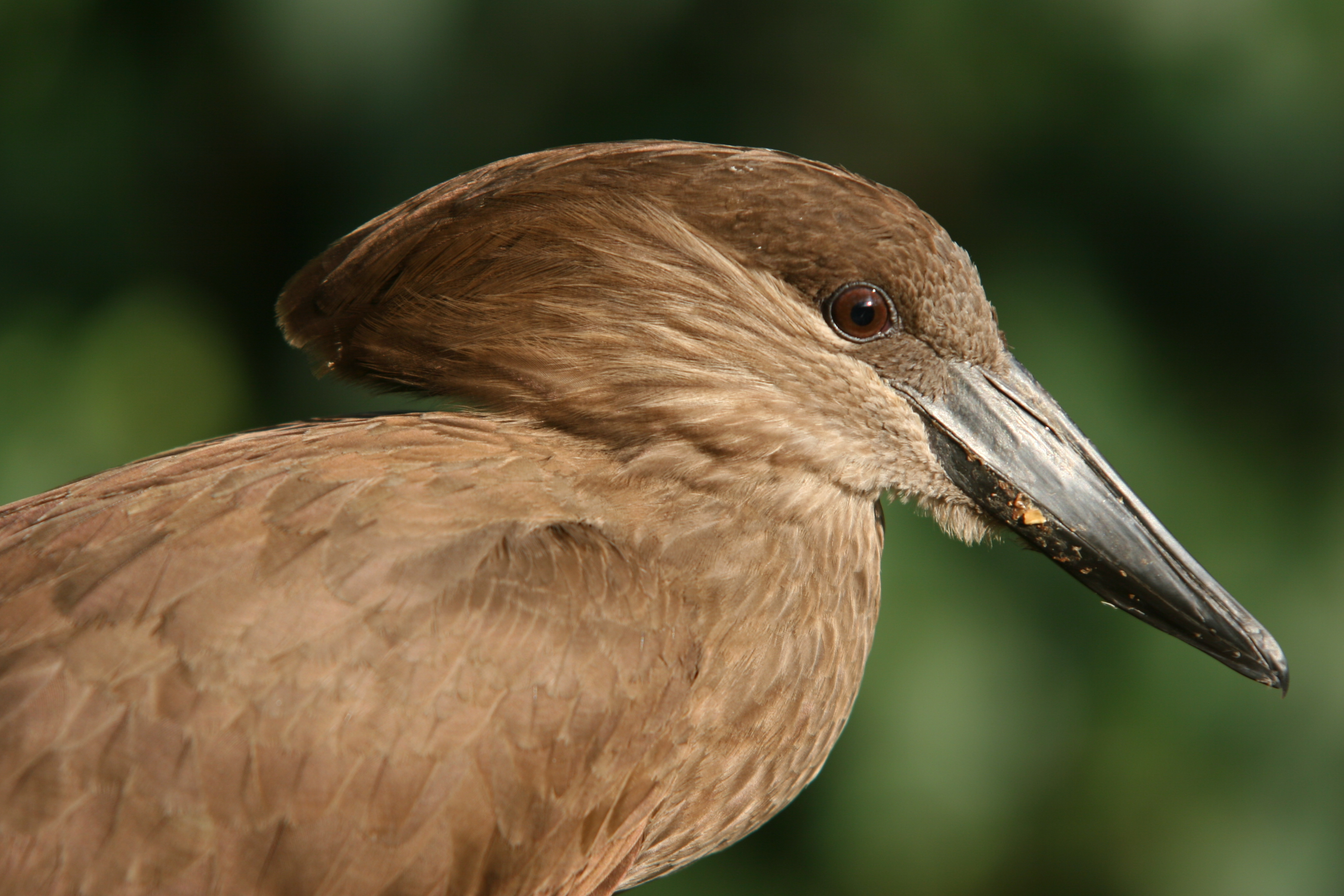
錘頭鸛是現存關係與鯨頭鸛最接近的鳥類

### 分類史
鯨頭鸛的分類相當有爭議，因為無論是現存物種或者是化石裡，幾乎沒有任何已知的近親，也僅有相對貧乏的化石。:466傳統上牠們被分類在鸛形目下，19世紀中時，開始有人認為牠們與鷺鷥有形態上的相似性。
1930年代時，有人重新提出了牠們在行為及解剖上跟鸛鳥相近而非鷺鷥的觀點，並開啟了鯨頭鸛到底與誰親緣相近的爭論。:466在1980年代的鳥類DNA分類系統中許多傳統上不相關的鳥類全都被收入鸛形目內。1995年，從比較蛋殼的成分跟結構認為牠們與鵜鶘有較接近的關係。2002年，在胃酸成分的研究中認為牠們比較接近鷺鷥。2003年，經由解剖學的觀點認為牠們與鵜鶘比較接近，但在生物化學的觀點上則較接近鷺鷥。2008年的DNA研究則強化了鯨頭鸛跟鵜鶘之間關係較接近的觀點。到了2014年，全基因組測序法的出現才肯定了牠們跟鵜鶘的關係，雖然鯨頭鸛與鵜鶘間的相似性並不多。:466現存關係最接近的物種是同樣位於鵜形目下，也獨立一科的錘頭鸛。

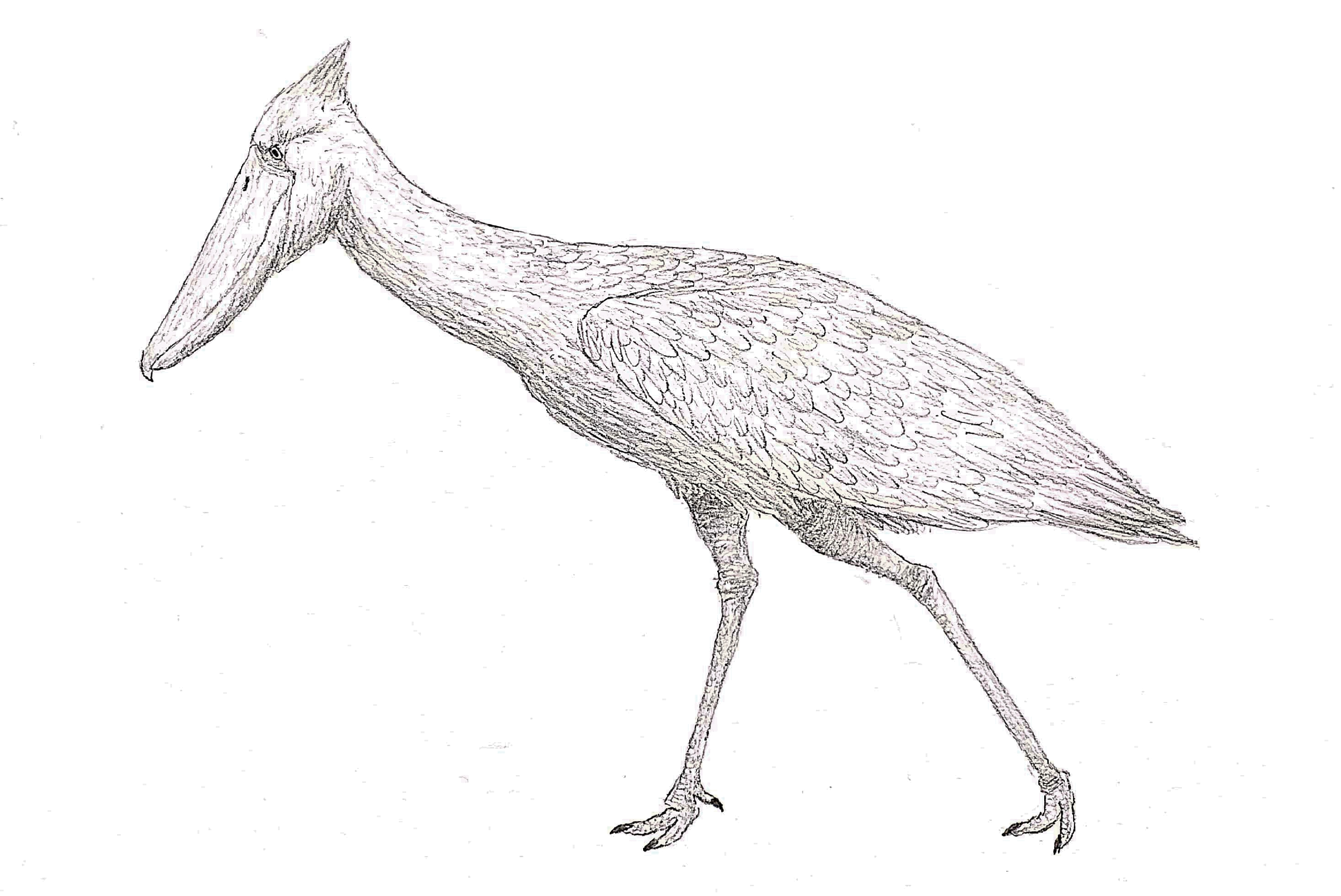
Goliathia andrewsii的復原圖，牠們是生存於漸新世的鳥類，化石與鯨頭鸛有許多共通點

現在鯨頭鸛作為獨立一科存在，有時甚至會做為獨立一目存在。:466為單型種，沒有亞種分化。:466並有兩個化石種歸類於鯨頭鸛科下，分別是Goliathia andrewsii和Paludiavis richae。

## 形態描述
鯨頭鸛是種體型較大的鳥類，其體長大約在110—140公分之間，雄性體重平均6.7公斤，雌性4.36—5.9公斤，跗骨平均長243.8公分，翼展230—260公分。在野外壽命可達36年，最長估計約50年。
牠們有著一個相當大的深灰色頭部，在後方具有可豎立的小型冠羽，鵜鶘也有該類似特徵。眼睛虹膜顏色多變，灰色、白色或者黃色都有可能。脖子相對較短粗以支撐頭部。羽毛呈藍灰色，飛羽則有較深的石灰色，初級飛羽具黑色尖端，二級飛羽則額外帶有綠色調；胸部具數根有深色中軸的的長羽毛，腹部羽色較淺而接近白色，背部呈暗綠色光澤。:466腿部長而呈黑色，腳趾細長以分散重量避免在泥地中沉沒，而中間沒有蹼。雄鳥體型比雌鳥大，喙也更長，沒有繁殖羽的變化。

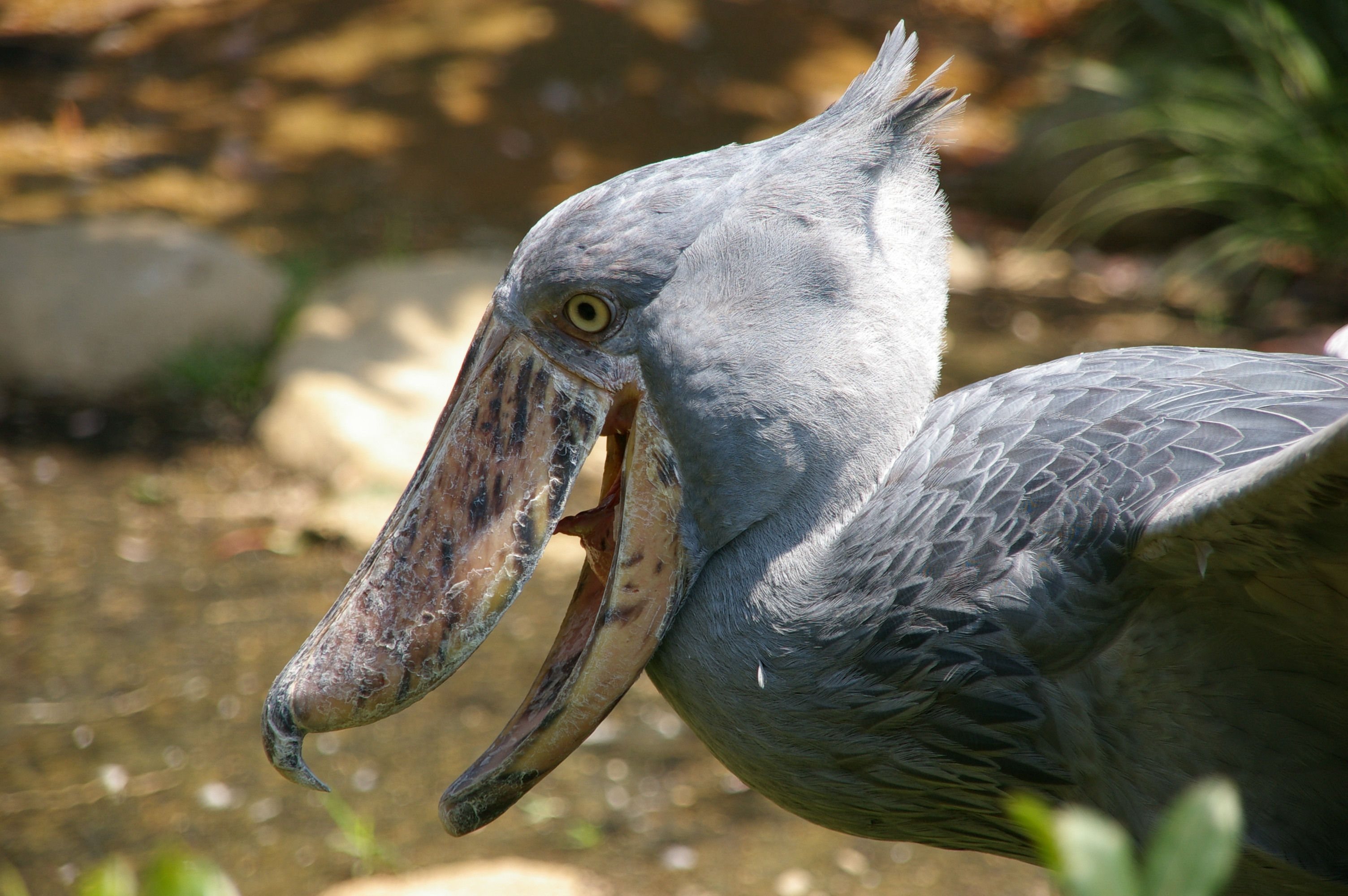
鯨頭鸛的鳥喙特寫，這是牠們最明顯的特徵

其巨大而圓胖的鳥喙就是鯨頭鸛最顯著的特徵，喙約19—24公分長，9—10公分寬且相當深，上凹下凸，形狀類似於一隻木鞋，這種構造有利於牠們吞下巨大的食物。:466黃色的喙邊緣相當銳利而帶鋸齒，尖端呈銳利彎曲的鉤狀，並帶有不規則的深色斑點斑紋。這種鉤狀尖端有助於鯨頭鸛捕捉和撕裂滑溜的獵物。:466這種相當堅硬的構造可能是用於適應其特殊的衝撞式補食方式，用以作為減震器而演化的。:466
鯨頭鸛的翅膀相當寬大並適合翱翔，並讓牠們在跳躍跟數個重振翅後能夠近乎垂直的起飛。:466牠們振翅緩慢而有力，並也會像鵜鶘跟禿鸛那樣把頭部縮到肩膀上，這種動作會使沉重的喙更接近其重心而省力。:466牠們的振翅頻率每分鐘約150下，這種頻率僅比數種最大型的鸛鳥還來的快。腿部伸展在身後。他們也會利用上升的熱氣流盤旋及滑翔。白天常常在領域上方盤旋飛行。但如果牠們是因為受驚嚇而起飛，通常不會飛超過500公尺。
剛孵化的雛鳥為銀灰色絨毛，但喙直到23天之後才會開始明顯膨脹，且為粉紅色帶不明顯黑色斑紋的配色。:468而35天後的幼鳥的羽毛與成鳥相似，但顏色較暗，帶有棕褐色的色調，喙的顏色較淺。

## 棲息地與分佈
分佈於非洲中部或東部的熱帶地區中，包含南蘇丹、烏干達、衣索比亞西南部、坦尚尼亞、剛果民主共和國東南部、薩伊東部和尚比亞北部，其中烏干達或南蘇丹最容易見其身影。這種分佈範圍跟其主要獵物石花肺魚的分布範圍高度重疊。牠們會為了覓食而移動到他處，所以可能會在其正常分佈區以外的地區出現，例如蒲隆地、馬拉威北部的尼卡高原或中南部的利翁代都曾有確切的目擊記錄。而在肯亞、中非共和國、乍得湖、喀麥隆北部和波札那的奧卡凡哥三角洲也有未經證實的目擊報告。

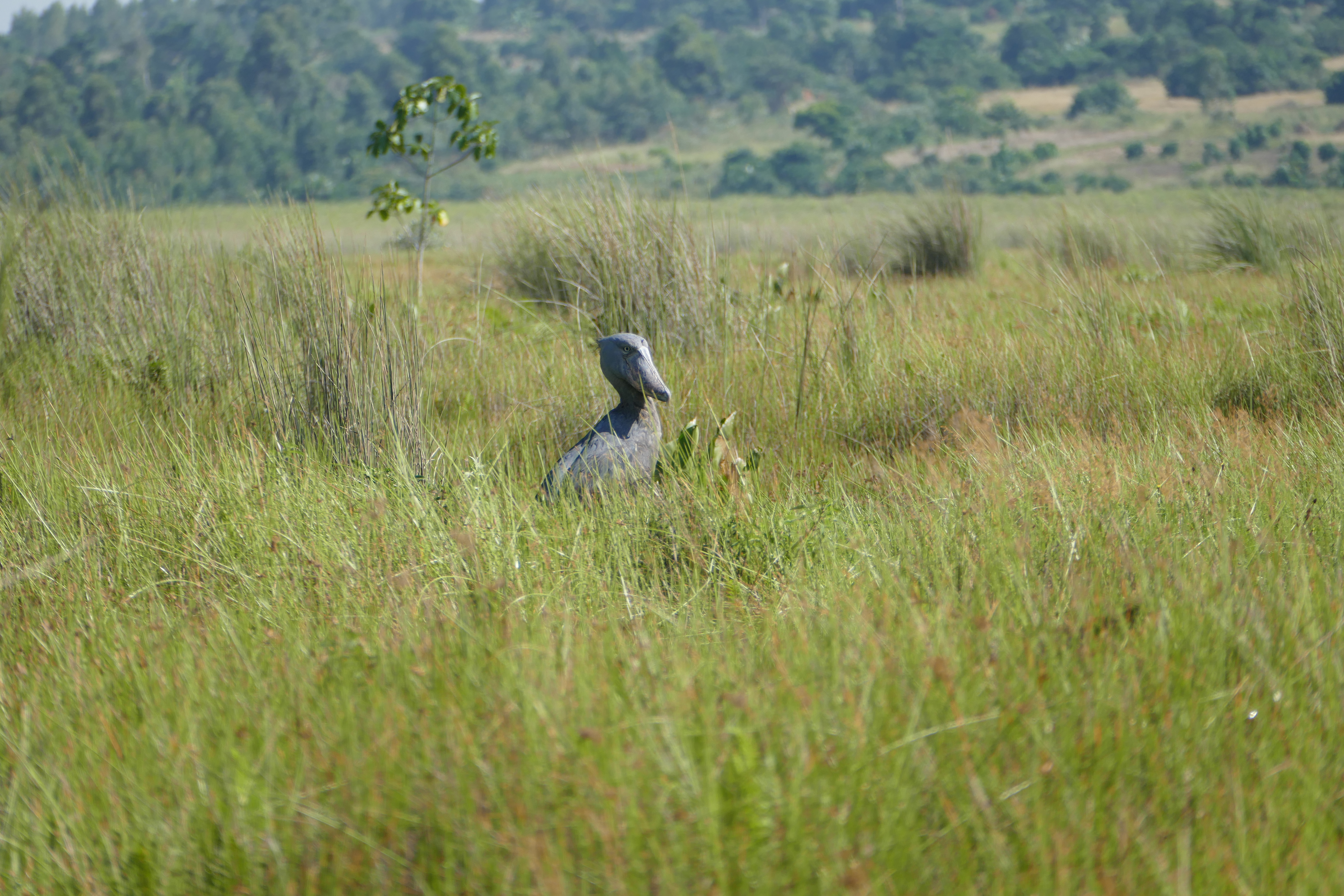
馬本巴濕地上的鯨頭鸛

牠們最常出現在淡水沼澤或洪水泛濫的廣闊地區，這些地方主要由紙莎草、蘆葦、香蒲以及芒草組成，並也會出沒在潮濕的草地上或者在有浮葉植物的水上出沒。在這些地方深而緩慢的流水會將大量魚類帶向維多利亞湖和坦干依喀湖。在人造的稻田或被水淹沒的種植園裡也可見其身影。其最主要的棲地為南蘇丹的蘇德沼澤，烏干達的基奧加湖、維多利亞湖附近的馬本巴灣、坦尚尼亞的馬拉加拉西河附近、尚比亞的班韋烏盧濕地等地都是其中幾個鯨頭鸛的重要棲地。但牠們並不會在只有紙莎草的地區出現，這可能與牠們特殊的捕食行為有關，且這種地方通常也不會有魚可食用。:467牠們有時候可能會在開闊淺水中覓食，但僅限於水質混濁的時候，這樣他們才會有足夠的隱蔽性以讓獵物不自覺的游到附近。:467這些地方的共通點大多是地面不會過於堅硬，因為若為一般乾硬地面，鯨頭鸛的捕食方式很可能會讓自己的頭部受傷。:467但由於這些理想地點有限，進而導致了牠們不連續以及零散的分佈。
在撒哈拉沙漠邊緣阿傑爾高原的峭壁上有一張關於鯨頭鸛的岩畫，表示牠們可能在全新世早期時曾分佈於該地，當時那裡具有一塊溼地。

## 習性

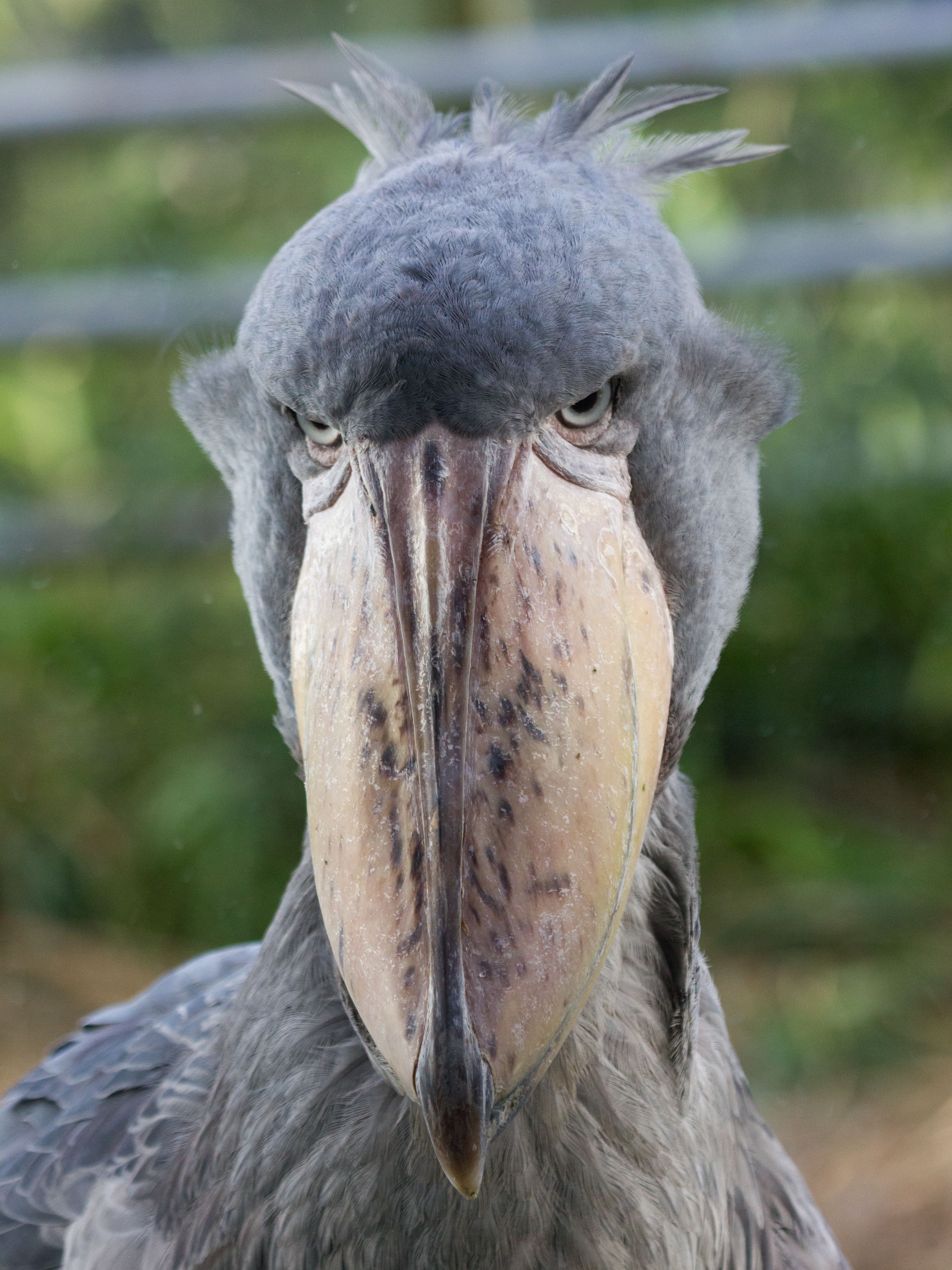
鯨頭鸛的正面頭部特寫

鯨頭鸛以獨立行動為主，僅繁殖期間才可能會成對出現。但成對的鳥也只在領地的兩端覓食而不互相干擾，也很少踏入彼此相距20公尺以內的距離。:467牠們會利用其長而纖細的腳在淺水中移動。牠們並不遷徙，但會為了覓食而行小規模的移動。但在南蘇丹這種覓食區會隨季節乾涸的狀況下，牠們在築巢區和覓食區之間可能會進行季節性的遷徙。:469在一次追蹤尚比亞五隻鯨頭鸛五年的紀錄顯示在81%的天數裡，牠們每天的移動距離都不超過3公里，但無論是幼鳥或成鳥都有類似的活動大小，且在當地水資源條件變化之後，下一個牠們會停留的地點會是跟發生變化前類似條件的地方。
大部分時間可以看到鯨頭鸛經常在樹上或在水邊棲息，且通常移動緩慢或甚至不移動以等待獵物上門。鯨頭鸛通常有85％的時間靜止不動和梳理羽毛，而平均一次靜止不動的時間可達20—30分鐘。牠們不習慣在深水中跋涉，也不喜歡奔跑或跳躍，平均移動一步會需要花上五秒鐘，並移動約60公分的距離。在班韋烏盧濕地上，有發現牠們會利用樹木尋找覓食場所或求偶的地點。
需要散熱時，會行喉囊顫動（Gular-fluttering），這是一種鵜鶘或鷺鷥才會做的行為。:467但也會排泄在腿上待其蒸發降溫，而這是鸛鳥才會做的事情。:467

### 食性

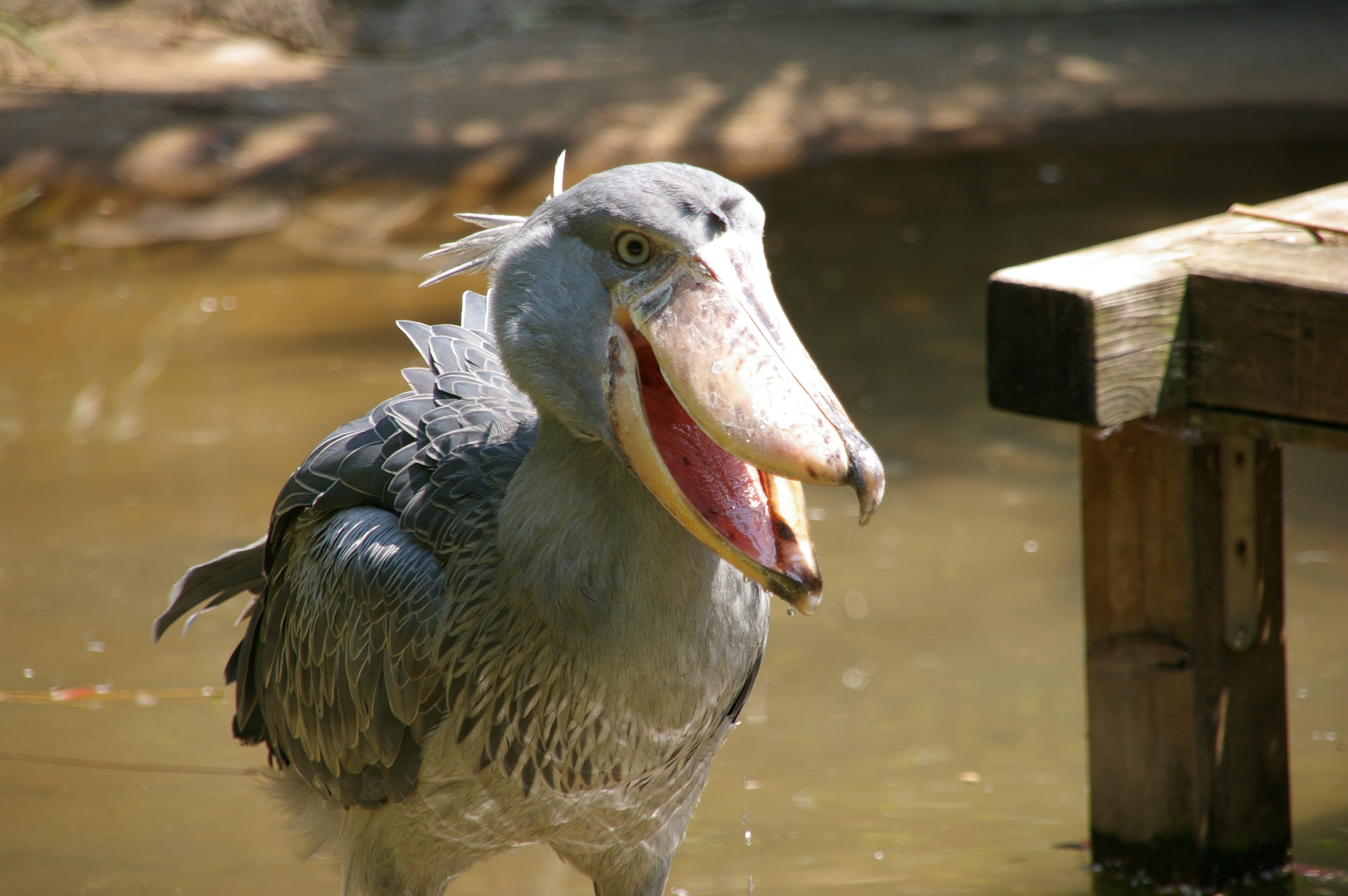
剛捕食失敗的鯨頭鸛，攝於東京上野動物園

鯨頭鸛主要為魚食性，以15—50公分的石花肺魚為主。牠們也食用塞內加爾多鰭魚、鯰魚、非鯽、青蛙等兩棲動物、尼羅河巨蜥等蜥蜴、水蛇、小型烏龜、蝸牛、小型水鳥、囓齒動物、小型哺乳動物甚至是幼年的尼羅鱷。:467也有未經證實的報導表示牠們也會吃驢羚的幼年個體。食物比例具地理差異：在烏干達，主要的獵物是肺魚和鯰魚；而在尚比亞，則為鯰魚和水蛇。個體之間有可能會在同一塊區域覓食，但並不會協同狩獵。圈養環境下的一隻幼鳥每天會需要消耗約910公克的魚類和肉類。
牠們主要在日間捕食，但在夜晚有足夠月光或漁民點燈時也會覓食，且也有報告認為牠們是主要在夜間覓食的。:467牠們的進食時間自凌晨開始，並集中在早上11點之後，但若有需要（例如繁殖期間）牠們也可以連續四天不進食。:468平均每8.3小時捕獲一次獵物；而在另一次在烏干達的觀察才發動一次攻擊，其中54%的攻擊成功捕獲食物。牠們偏好在含氧量較低的水域捕食，因為這樣獵物更容易浮到水面上而被捕捉。
捕食時，牠們主要仰賴視覺和聽覺，並會低頭貼胸以增加視力範圍，靜止不動的等待或者緩緩接近獵物。當牠們鎖定獵物後，會瞄準並向前下方快速伸展脖子和喙咬住目標，同時展開翅膀以保持平衡，這種行為被稱為「Collapse」，因為這種動作會讓鳥身失去平衡而「倒塌」。:468捕捉到後會利用喙將獵物固定，並左右晃頭以分開常常一同咬起的雜草。在吞下食物之前，鯨頭鸛常常會將獵物斷頭再吞下，這些動作大約會需要花費1—10分鐘左右。但如果沒有成功捕捉到獵物，牠們短時間內也很難再回復平衡並再次攻擊，但牠們會嘗試使用翅膀及喙重新平衡身體。:468無論成功與否，牠們都傾向於再前往5—200公尺以外的其他區域覓食，這種捕食行為也可能會在飛行中發生。:468

### 繁殖

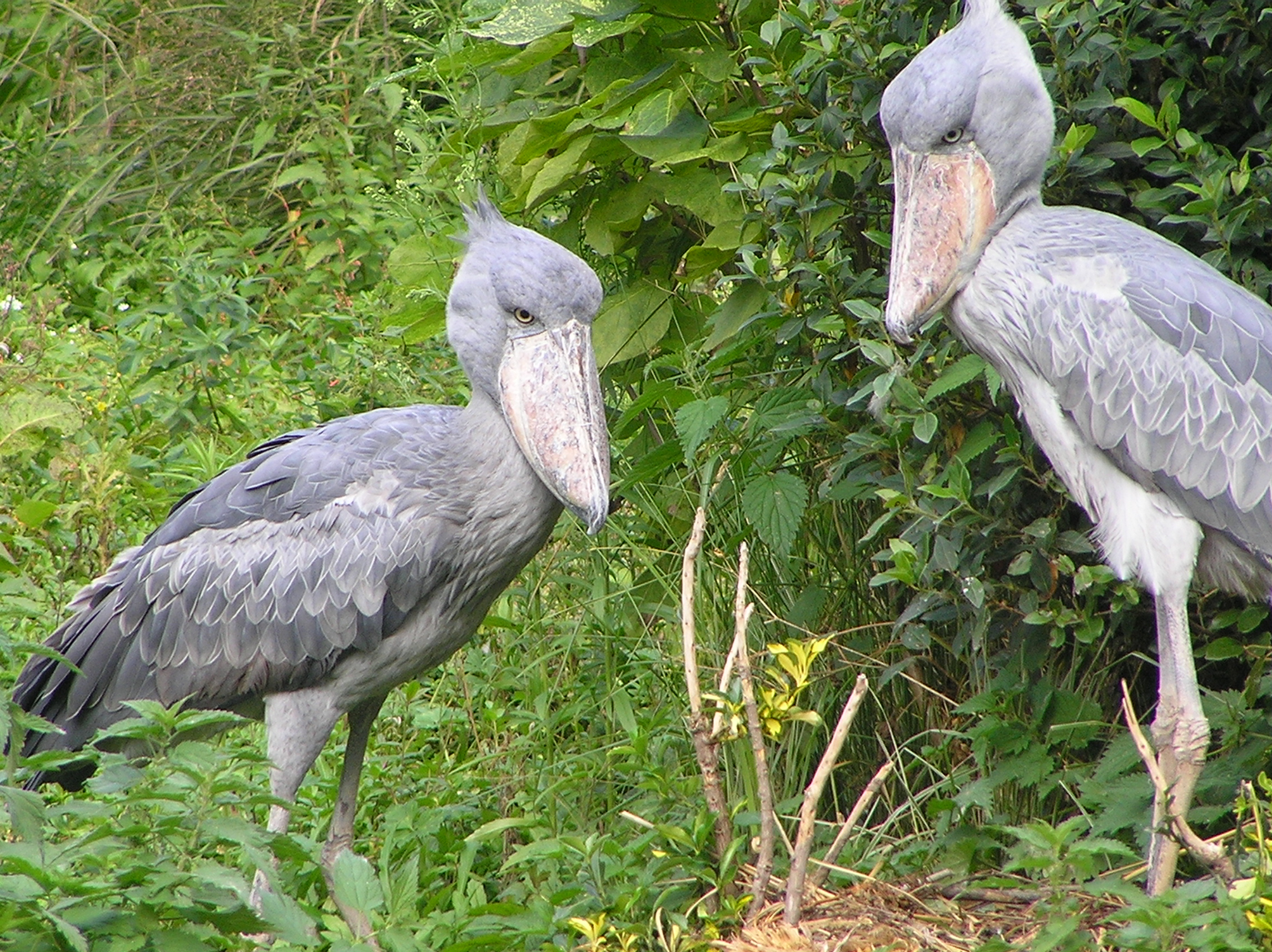
一對成對的鯨頭鸛

鯨頭鸛為一夫一妻制的鳥類，在r/K選擇理論中是屬於K型選擇物種，意即牠們是少於精的繁殖方式。繁殖期受雨季還有水位的影響會有所變動而不固定，通常在雨季結束時產卵，於旱季時哺育幼鳥，繁殖期的時長大約會在140—145天左右，但若算入建築巢穴及幼鳥獨立的時間，則大約是6—7個月左右。但在烏干達是個例外，牠們的繁殖時間通常與降雨時間重疊。:468
當牠們在繁殖季時，會相當具有領域意識。在不同地點的個體會有相當大的領域面積差異：在烏干達為2.5—3.8平方公里左右，而在蘇丹每平方公里不超過3個巢穴（約每隻至少0.1667平方公里），在尚比亞班韋烏盧濕地裡每平方公里則只有0.14—0.16隻（約每隻6.25—7.14平方公里），在坦尚尼亞馬拉加拉西河附近則計算到每平方公里0.67隻鳥（約每隻1.492平方公里）。:468若有任何侵入者踏入領地，牠們會敲擊牠們的喙會張嘴警告，啄擊入侵者，甚至是跳到背上猛撞。:468求偶的行為並沒有被充分觀察到，但包含雙方彼此較慢的擊喙和上下跳動，類似鸛鳥；而在動物園中的繁殖紀錄則觀察到有搖頭、搖擺、發出叫聲和擊喙的動作。:468
牠們的巢築於沼澤深處的深水或漂浮植物上，這種地方的植被有可能高於水面7公尺以上，大多時間也遠離人類干擾。:467在蘇丹的巢穴有被記錄過建築在高於水面1.5公尺高的白蟻丘上。是雙親一起利用草、樹葉及燈心草科植物築成的厚重草堆，平均為101.6公分，直徑可達300公分，部分巢穴甚至能承受一個人的完整重量。這些巢穴在每次繁殖季後可能會被重複利用。每次產下1—3顆暗白或白色鳥蛋（通常為2顆），並在30天後孵化。蛋殼上面具有一層厚度為60—100微米的小球狀覆蓋物而成薄片狀，用以組隔潮濕環境下的細菌及真菌感染。因為此層構造，其觸感相當粗糙並有粉末感。通常只有一隻幼鳥能夠順利長大，因為較強壯的幼鳥會攻擊或競爭走更多食物使較弱小的幼鳥虛弱而死亡，且雙親也會為了有後代而給予較強壯的幼鳥更多食物跟水。
在炎熱的天氣中，雙親會使用嘴撈取水或濕草朝幼鳥及蛋沾水降溫，並用腳或喙滾動和翻轉牠們協助散熱，一天平均會出現四到五次。:468主要的餵食時間集中於清晨及早上時段，每天1—3次。雖然雙親會在一開始協助咬碎食物反芻到嘴中讓幼鳥從其嘴中取食，但在30天後幼鳥需自力進食。:468在前40天內會有較密集的看顧，雙親只在要取水或修理巢穴時才離開幼鳥，40天後便逐漸減少看顧的時間。幼鳥的羽毛大約要60天左右才會完全發育，到了約95—105天大、5.7公斤重時離巢，但仍不會飛行，至少需要再一周的時間（約在105—112天大時）才能飛行並脫離雙親照顧。約三—四歲時性成熟。
牠們的繁殖成功率並不高，且容易受人類干擾，每對鳥成功孵化超過一隻幼鳥是相當罕見的。:468在人為干擾多的2011年，在10巢內僅2巢成功繁殖。在人類干擾和盜竊較少的2012年及2013年，11巢內有10巢繁殖成功。

### 叫聲
鯨頭鸛通常不發出聲音。少數紀錄中在築巢時會發出高音的尖叫或「beeeeeh」的聲音，也有報告稱在吸引配偶或保護領域時會發出類似牛的鳴叫聲，或者在飛行時發出喧鬧的聲音。幼鳥會發出類似打嗝聲的乞討聲音。
牠們更常做的事情是搖頭並敲喙發出喀喀聲響的擊喙行為（稱為Bill-clattering），這是鸛形目特有的行為之一。成鳥常常在巢穴相遇或者在問候時發出這種「聲音」，而幼鳥也會做出這種行為。

## 天敵與威脅
成鳥少有天敵，但鱷魚有機會會捕食牠們。較弱小的幼鳥跟蛋也可能會被襲擊取食，但成鳥會積極地保護牠們不受侵害。可能歸因於鯨頭鸛處理食物較長的時間（平均約7分鐘），牠們的食物會遭到吼海鵰盜食寄生並往往成功，而牠們也因為缺乏相對應的能力而難以反擊回去。在健康方面，牠們曾被發現有動脈硬化的問題，以及在空氣流通不順時容易罹患麴菌病的情況。
牠們主要的威脅是棲息地被改變或被燃燒、繁殖干擾和被捕獵。為了農業及畜牧業發展，人們會排除沼澤及濕地的水分使其乾燥，或者燃燒以改變地貌，使鯨頭鸛棲地縮小並容易被干擾。牛隻在乾季踏平了地面，到了雨季仍難以回復。:470來自農藥、資源跟砂礫地開採、石油工業以及制革廠的污染也破壞了棲地。意外或人為性質的火災導致鯨頭鸛的幼鳥和蛋喪生，巢穴和重要的棲息地受到破壞。越來越劇烈的氣候變化也導致濕地乾涸或者氾濫。1978年開始建設的瓊萊運河若建成會對蘇德濕地的水資源造成相當嚴重的威脅，但該運河因種種因素已於1984年停止建設。
在築巢期間牠們也對干擾特別敏感，就算漁民並不太迫害牠們，其獨木舟也會干擾到牠們，並越來越難以找到隱匿的地方繁殖。:470被觀察到在漁民常常使用的水道內，特定時段內完全無法看到任何鯨頭鸛的情況。而遊客亂丟垃圾，並使用裝有引擎並而有噪音的獨木舟，也導致鯨頭鷺容易感到緊張或者被船的油污污染，破壞其正常的活動模式。在尚比亞甚至發生過為了延長其觀光季而關押鯨頭鸛成鳥或者幼鳥的狀況。
被合法或非法貿易的情形也不斷發生，因為其目前難以人工繁殖，在坦尚尼亞及尚比亞容易發生幼鳥被從野外帶走以供應鳥類飼養業的情況，尚比亞班韋烏盧濕地上的鯨頭鸛蛋和幼鳥被拿來食用和出售。在2011—2013年的繁殖季節，25隻幼鳥中的僅10隻成功離巢：其他15隻有4隻幼鳥死於火災、1隻被掠食、10隻被人類帶走。牠們在動物園受歡迎的程度和其獨特特徵使其需求相當高，在沙烏地阿拉伯、杜拜和美國市場的交易價格可高達10000至20000美元，是動物園貿易中最昂貴的鳥類。在運輸過程中若不到良好的照顧，就非常容易死亡，例如坦尚尼亞出口了20隻鯨頭鸛成鳥到比利時，但最後有16隻死在路程中；而在1978年運到喀土穆動物園的500隻幼鳥全數死亡。且因為牠們相當不耐寒，曾有發生過在動物園內的鯨頭鸛因低體溫症凍死的情形。而在不適合的地面上，牠們也可能罹患趾間炎。
在1978年就有大約500隻被捕捉至動物園，而1986至1987年年間在荷蘭就有超過30隻鯨頭鸛被販售。:470從1860年到1952年間共有55隻被合法進口至各地，但其中僅33隻有標明其原產地；從1987年到2011年則記錄到共220隻的貿易。2005及2006年間達到了每年15隻的進口高峰，並隨後下降至2011年的每年兩隻。2001年至2011年進口的國家包含新加坡（19隻）、美國（18隻）、日本（13隻）、奧地利、比利時、中國、捷克共和國、法國、德國、墨西哥、卡達和瑞士。

## 數量與保護狀況

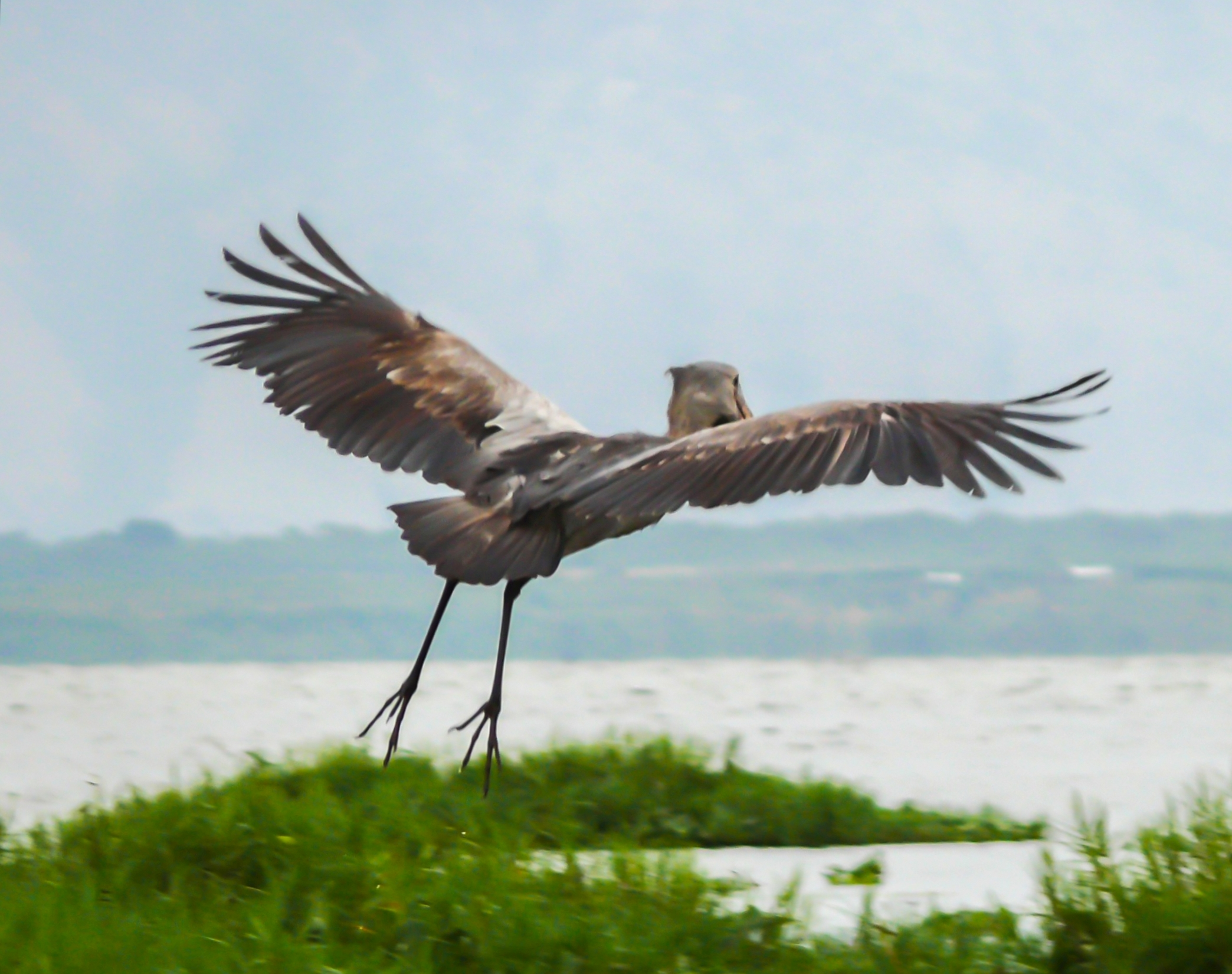
飛行中的鯨頭鸛，可注意其翅膀末端的每根飛羽相當分明

2002年統計估計族群數量為5000至8000隻個體，2006認為其總族群估計少於10000個個體，即代表其成鳥數量約3300—5300隻之間。但可能有部分低估的情形，先前於1983年及2002年估計有約200隻個體的尚比亞班韋烏盧濕地，在以小型飛機實際於2010年調查後發現有約1300隻。但族群仍持續下降。在其他地區的分佈中，南蘇丹的蘇德沼澤是其最大分佈區，2007年估計有3830隻。剛果民主共和國不到1000隻；坦尚尼亞西部約有100—500隻；烏干達可能超過200隻；盧安達不到50隻；衣索比亞不到50隻。因為其族群不大加上數量仍在下降，所以被列為易危物種。
鯨頭鸛目前數個較重要的棲地被指定為《拉姆薩公約》的保護對象，包含蘇德沼澤、馬本巴灣、馬拉加拉西河、班韋烏盧濕地等地。在馬本巴灣的沼澤裡，當地人民及民間組織與政府合作聯合保護被威脅的馬本巴灣以及維多利亞湖集水區。班韋烏盧濕地則有當地漁民協助保護其巢穴，並成功增加了繁殖率。
在非洲公園基金會於2012年啟動了相關的保護企劃後，他們開始從巢穴中取走較為弱小的幼鳥並人工飼養作為保險，以防較大的幼鳥死亡而繁殖失敗，並在這些放歸的鳥上放置GPS追蹤裝置以了解其回歸情形。
- 《國際自然保護聯盟瀕危物種紅色名錄》易危物種[1]
- 《瀕臨絕種野生動植物國際貿易公約》附錄二列表物種[44]
- 《非歐亞遷移性水鳥協定》列表物種[45]
- 《非洲自然與自然資源公約（英语：African Convention on the Conservation of Nature and Natural Resources）》A級物種[46]

## 與人類的關係

南蘇丹2005—2011年所使用的非官方盾形紋章

當地原住民被教導要尊重甚至畏懼這些鯨頭鸛，例如在烏干達比西納湖周圍的住民就相信當乘坐獨木舟時，絕不能提到鯨頭鸛的名字，否則會引發風暴並翻船。牠們在阿拉伯語中被稱為「‎ 」，意思為「鞋子之父」。:469在尚比亞，牠們的名字為「Mapumambao」，意思是「在木頭上敲擊者」，用以形容牠們擊喙時的狀況。被圈養的鯨頭鸛因其友好、上下敬禮的問候行為而有著「鳥中哈士奇」的外號。牠們並不畏懼已經認識的人類，研究這些鳥的人員能夠踏入牠們巢穴約2公尺的範圍內，而鯨頭鸛只會盯著他們看。
鯨頭鸛會被人類捕捉當作食物，或者用以出售給動物園為旅遊業帶來收入。牠們最早在1860年就有被帶到動物園的紀錄。:469但直至2012年，僅有兩次成功繁殖的紀錄，分別是於2008年7月有兩隻個體在Pairi Daiza成功長大，以及於2010年12月時有一隻在羅瑞公園動物園順利成長。羅瑞公園動物園的幼鳥在122天大時完成了牠的第一次飛行，並在130天大時獨立生活。

## 外部連結
- 维基共享资源上的相關多媒體資源：鯨頭鸛
- 維基物種上的相關：鯨頭鸛
- BBC的鯨頭鸛介紹影片 （页面存档备份，存于）
- 國家地理紀錄的鯨頭鸛捕食影片 （页面存档备份，存于）
- 鯨頭鸛的聲音 （页面存档备份，存于）